# Villepail
Villepail – miejscowość i gmina we Francji, w regionie Kraj Loary, w departamencie Mayenne.
Według danych na rok 1990 gminę zamieszkiwało 219 osób, a gęstość zaludnienia wynosiła 14 osób/km² (wśród 1504 gmin Kraju Loary Villepail plasuje się na 1044. miejscu pod względem liczby ludności, natomiast pod względem powierzchni na miejscu 750.).